# Municipio di Los Angeles
Il Municipio di Los Angeles (in inglese: Los Angeles City Hall) è l'edificio che ospita la sede del governo e del sindaco della città di Los Angeles.

## Storia
Nel 1928 si tenne la cerimonia di apertura del municipio. L'edificio è stato progettato da talentuosi architetti di Los Angeles degli anni '20: John Parkinson, John S. Austin e Albert S. Martin.

## Descrizione
Il municipio, che si trova nel quartiere di Downtown, è alto 138 metri e al momento della sua costruzione era l'edificio più alto della città, primato che mantenne fino al 1964 quando fu completato l'Union Bank Plaza. Si tratta tuttora del più alto edificio al mondo dotato di isolatori sismici e, in caso di terremoto, sarebbe in teoria in grado di subire danni minimi fino ad un terremoto di magnitudine 8.2 della scala Richter, caratteristica essenziale in una zona fortemente sismica come la California meridionale.
La parte superiore della torre è stata disegnata ispirandosi al Mausoleo di Alicarnasso, una delle sette meraviglie del mondo antico e la sabbia usata per creare il cemento proviene da tutte le contee della California.
Nell'edificio, oltre agli uffici del comune e del sindaco, è presente un punto di osservazione della città situato al 27º piano e aperto al pubblico.